# Château de Troussay
Le château de Troussay est un château de la Loire, l'un des plus petits, situé sur la commune française de Cheverny, dans le département de Loir-et-Cher en région Centre-Val de Loire.
Il fait l’objet d’une inscription au titre des monuments historiques depuis le 25 janvier 2000.
En 2025, le château de Troussay a obtenu le label Maison des Illustres, décerné par le ministère de la Culture, en hommage à Louis de La Saussaye, propriétaire érudit du XIXe siècle et figure emblématique du lieu.

## Histoire
Si la première pierre de la gentilhommière a été posée vers 1450, son état actuel date, pour les parties les plus anciennes, de la Renaissance, moment où Robert de Bugy, contrôleur des greniers à sel de la région de Blois et écuyer du roi François Ier, était seigneur du lieu.
Au XVIIe siècle, le domaine est agrandi, doté de communs et de deux ailes, tandis que se développe, à l'arrière, un magnifique parc à la française. C'est en 1732 que, pour la première fois, l'édifice change de propriétaires : la dernière demoiselle de Bugy vend le château à la famille Pelluys, notaires blésois. Passant de main en main au fil du temps et des héritages, Troussay arrive enfin, en 1828, dans celles de Louis de La Saussaye, historien des châteaux de la Loire, membre de l'Institut, recteur des académies de Lyon et de Poitiers. Ce grand érudit, très au fait des problèmes de conservation et de sauvegarde du patrimoine de par son amitié avec Prosper Mérimée et Félix Duban, restaure entièrement le domaine, tombé, selon ses propres dires « fort à l'abandon ».
Après sa mort, en 1900, le château est vendu une seconde fois aux ascendants des propriétaires actuels, désireux de ne pas s'éloigner du château de Cheverny, dont les propriétaires étaient — et sont toujours — de la même famille.

## Description

### Façade FrançoisIer

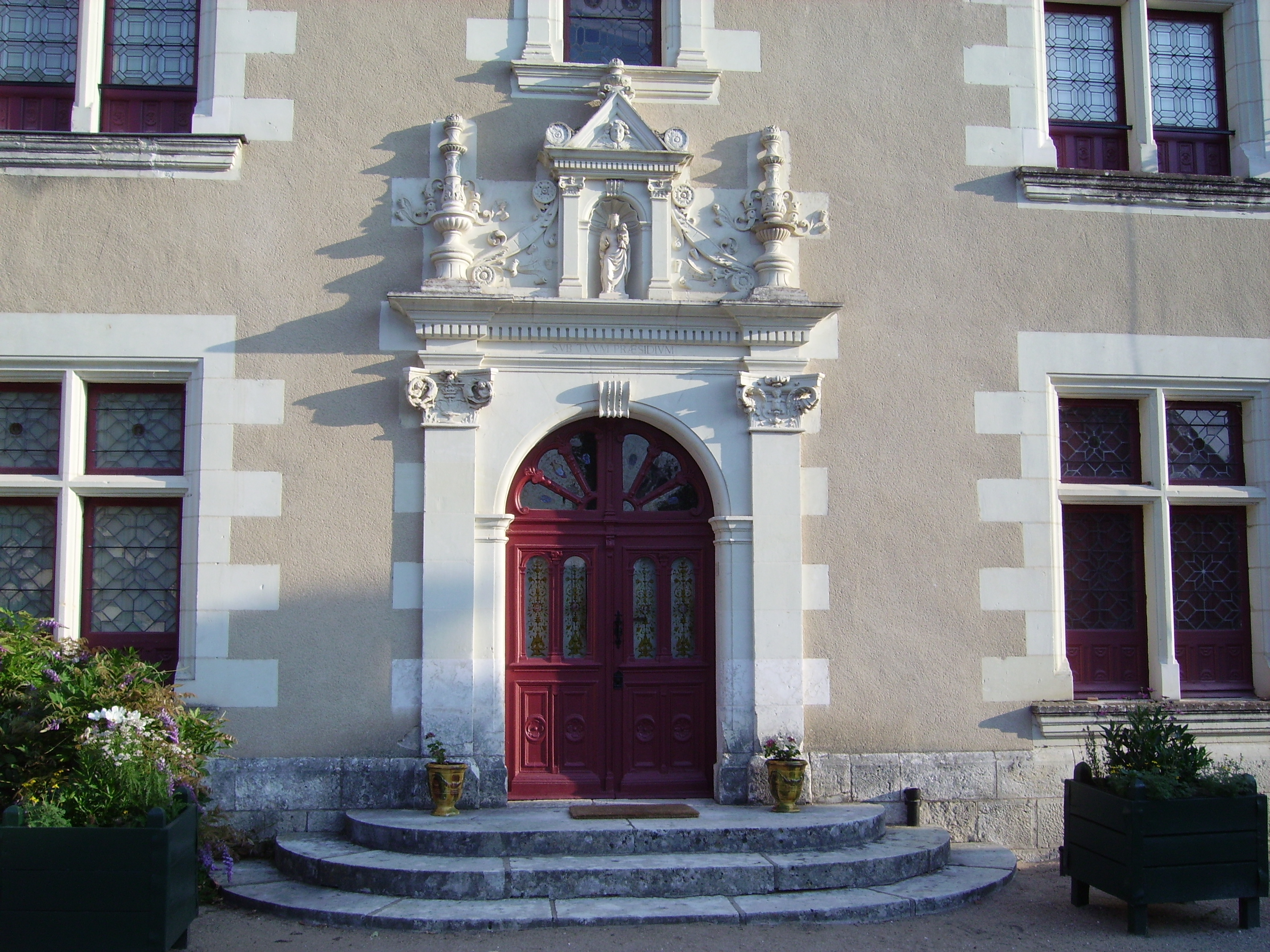
Porte de la façade François Ier.

La façade François Ier, comme son nom l'indique, est fortement marquée par le style associé au constructeur de Chambord. Ainsi, dans le corps central, trouve-t-on des incrustations d'ardoise dans les cheminées ou encore des meneaux aux fenêtres. Même les tours, quoique plus tardives, puisque situées dans les ailes du XVIIe siècle, sont dotées de clochetons, référence à Chambord.
Si l'aile de droite abritait des activités domestiques — four à pain, grenier à foin, écurie à ânes —, l'autre était dédiée au grand salon. Ce n'est pourtant pas cela qui explique la dissymétrie : l'aile de gauche a été rehaussée au XIXe siècle, lors de la restauration, au contraire de l'aile de droite.

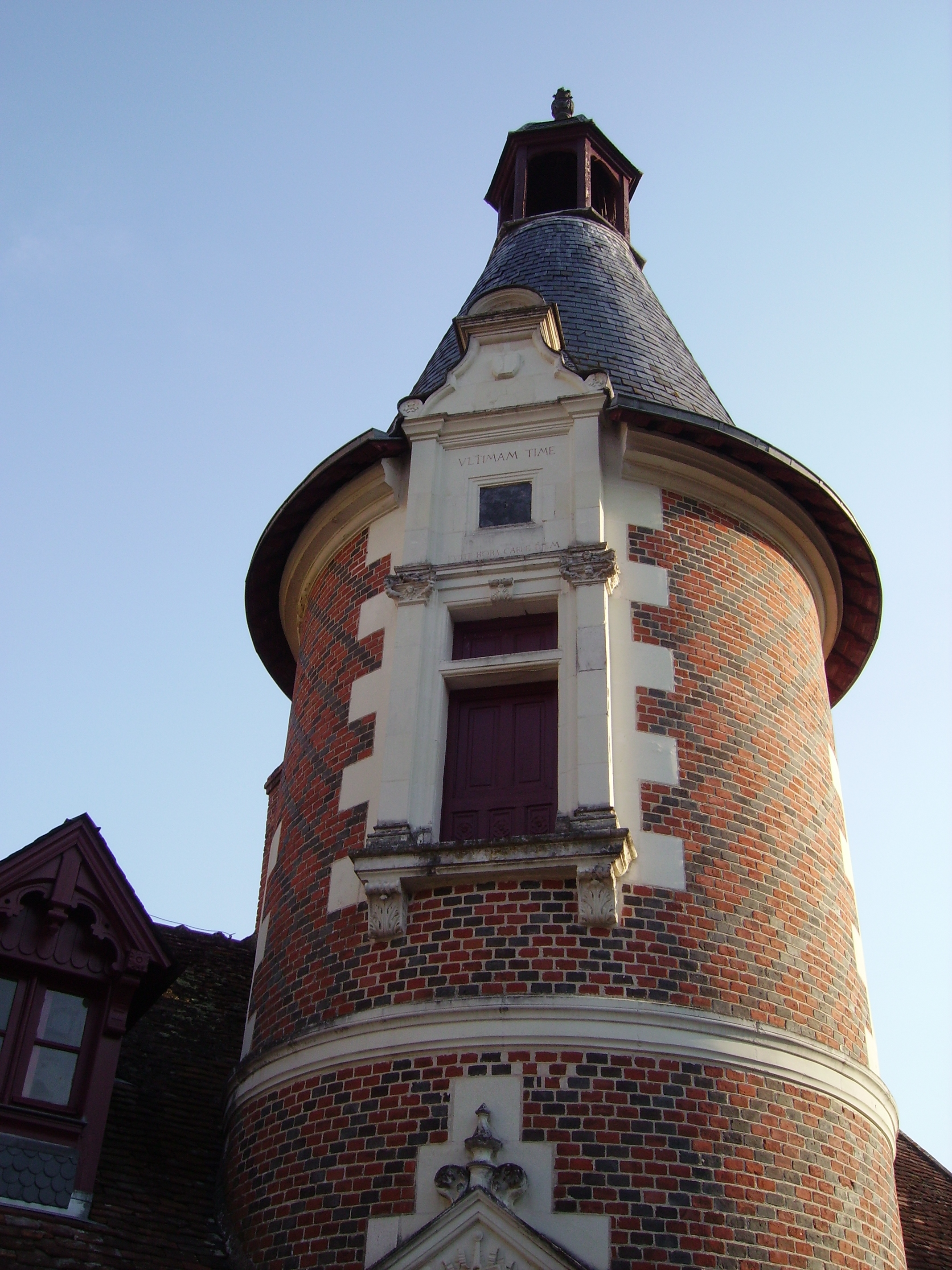
Tour droite et cadran solaire.

Plusieurs sculptures ornent la façade. On trouve tout d'abord, de chaque côté de la porte, deux chapiteaux, l'un provenant du château de Bury, fait à la Renaissance et apporté à Troussay par Louis de La Saussaye ; l'autre, réalisé au XIXe siècle par le sculpteur Lafargue, pour faire pendant au premier. Au-dessus de la porte, une petite Vierge en pierre, réplique d'une Vierge en bois du XVe siècle conservée au château de Cheverny. Un petit profil de femme de la Renaissance italienne a été incrusté sur l'aile gauche lors de la restauration.
On note également la présence d'un cadran solaire, sur la tour de droite, entouré d'une inscription en latin : Ultimam time, fuit hora, carpe diem, à savoir « crains la dernière heure, le temps fuit, cueille le jour présent ». En vis-à-vis, une horloge à aiguille unique.

### Façade Louis XII

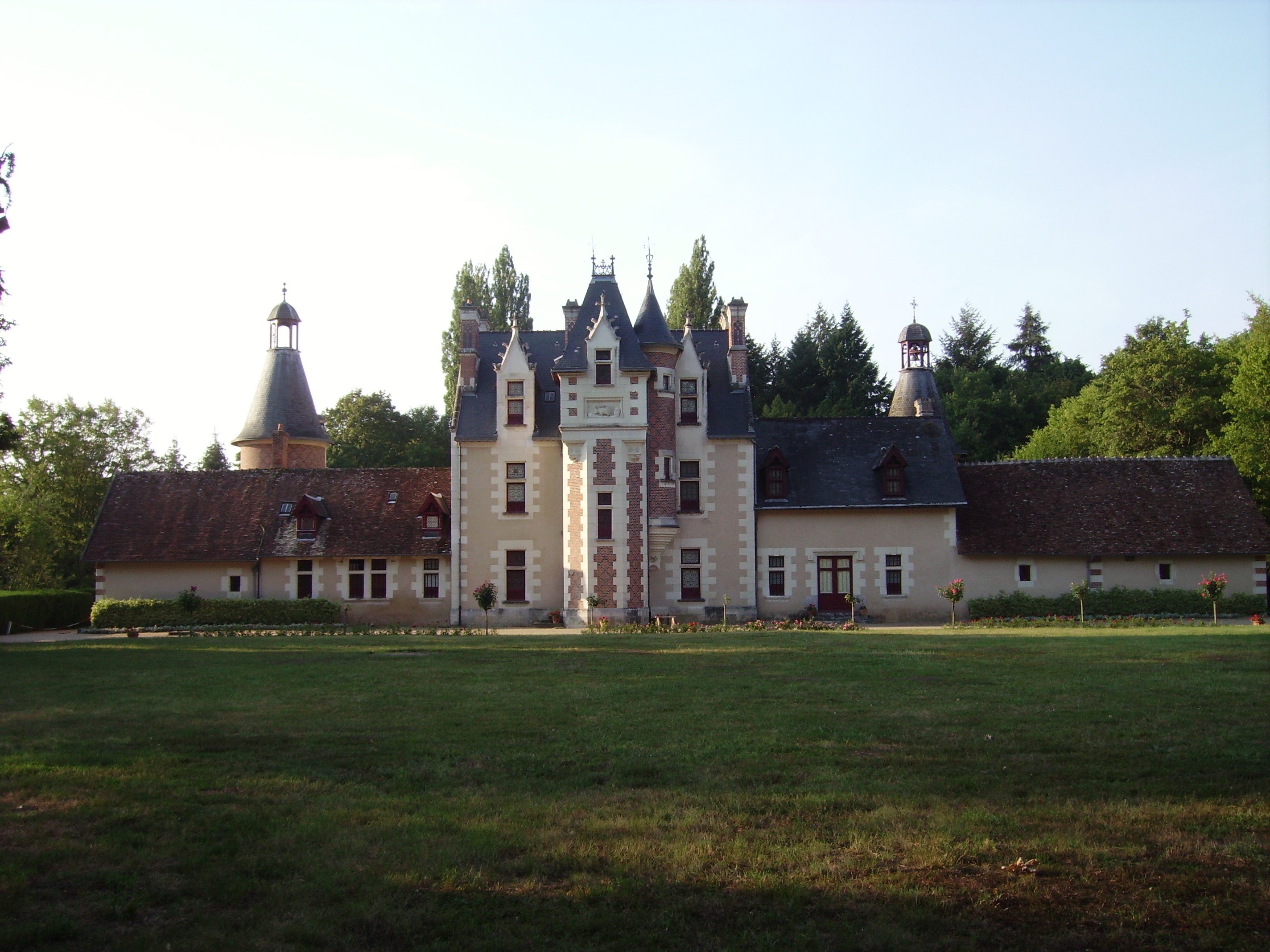
La façade Louis XII.

L'autre façade est marquée par le style Louis XII, mélange entre la fin du gothique et le début de la Renaissance. Frontons en pierre des lucarnes et soubassements de fenêtres à plis de serviette restent ainsi encore tout à fait gothiques. Le plus bel exemple de ce mélange se trouve sur la porte de la tour, ancienne porte principale du château déplacée depuis la façade François Ier par Louis de La Saussaye en raison de sa petite taille. On y trouve à la fois des plis de serviette, motif gothique par excellence, mais également, sur le heurtoir, une salamandre, emblème de François Ier. Au-dessus, Louis de La Saussaye a fait graver, en grec, cette sentence attribuée au général Thémistocle : « Petite est la maison, mais ô combien heureuse, si d'amis elle est remplie ».

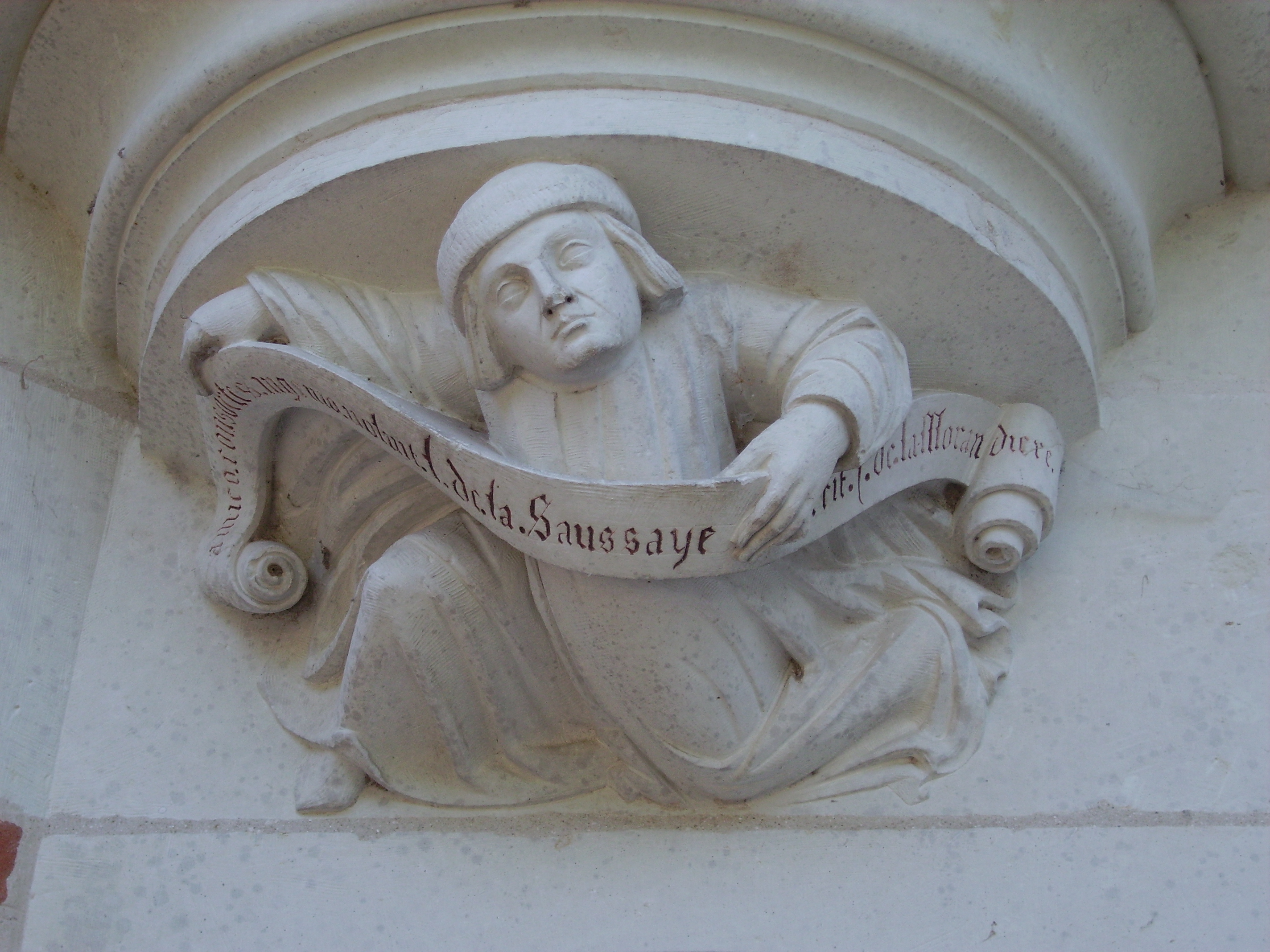
Le marmouset.

Car la tour en elle-même date du XIXe siècle ; réalisée sur le modèle de la tour de l'aile Louis XII du château de Blois, elle en imite notamment les treillis de briques rouges et noires. Au-dessus d'une coquille François Ier, un petit marmouset commémore sa construction en déployant une banderole sur laquelle est écrit, en latin, « unis par l'amitié, Louis de La Saussaye a voulu, Jules de La Morandière a réalisé ». D'autres sculptures, plus anciennes, ont été incrustées sur la tour, en particulier un porc-épic, emblème de Louis XII, provenant de l'hôtel Hurault de Cheverny, de Blois, et deux personnages de sotties, le pape des fols et la mère folle.

### Intérieur
Le château étant privé et habité, seules six pièces au rez-de-chaussée sont ouvertes à la visite :
- la salle à manger ;
- le vestibule ;
- le salon de musique, ou salon Louis de La Saussaye ;
- le petit salon ;
- le salon ovale ;
- l'oratoire.

On note tout d'abord la présence d'un carrelage rouge et jaune d'époque Louis XII, qui couvrait autrefois l'intégralité du rez-de-chaussée et n'a été ôté que dans le salon ovale, lors de sa restauration.
Les plafonds sont quant à eux d'un intérêt variable : dans la salle à manger, le plafond à la française est inspiré de l'exemple de l'aile François Ier du château de Blois, tandis que dans le salon de musique, il s'agit d'une reconstitution d'un des anciens plafonds du château. Le vestibule a quant à lui été voûté sur le modèle du château de Blois, mais les peintures du plafond à l'italienne du petit salon sont sans doute les plus remarquables. Attribuées à Jean Mosnier, peintre solognot du XVIIe siècle connu pour la chambre du roi à Cheverny et la galerie des portraits au château de Beauregard, ils proviennent d'une maison paysanne à Fosse, et devaient orner le château de Fosse. Retrouvés au XIXe siècle par Louis de La Saussaye, ils ont été apportés à Troussay et représentent une sarabande d'amours, peinte en grisaille.
On pourrait aussi citer, du point de vue de l'architecture intérieure, une cheminée, dans la salle à manger, qui date du règne de François Ier et a conservé ses couleurs d'origine. Elle contient le buste de Jean de Morvilliers, ecclésiastique blésois appartenant à la famille de Louis de La Saussaye, sous lequel on peut lire, en latin « ne contemple pas en vain l'effigie de Jean de Morvilliers, mais cherche plutôt à être l'imitateur d'un si grand homme. »
Le château est entièrement meublé par un mobilier d'époques, de styles et d'origines très différents, depuis le XVe jusqu'au XIXe siècle, de la Hollande jusqu'au Portugal. Les meubles les plus remarquables sont peut-être une grande armoire strasbourgeoise datée de 1700, ou encore un cabinet Louis XIII à la marqueterie de fleurs de jasmin.
Mais la pièce la plus remarquable est sans aucun doute la porte de la chapelle en chêne massif, qui provient du château de Bury et date de la Renaissance française. Entièrement sculptée, on y trouve, en particulier, représentés un certain nombre d'éléments de la passion du Christ sur un des pilastres.

## Cour d'honneur

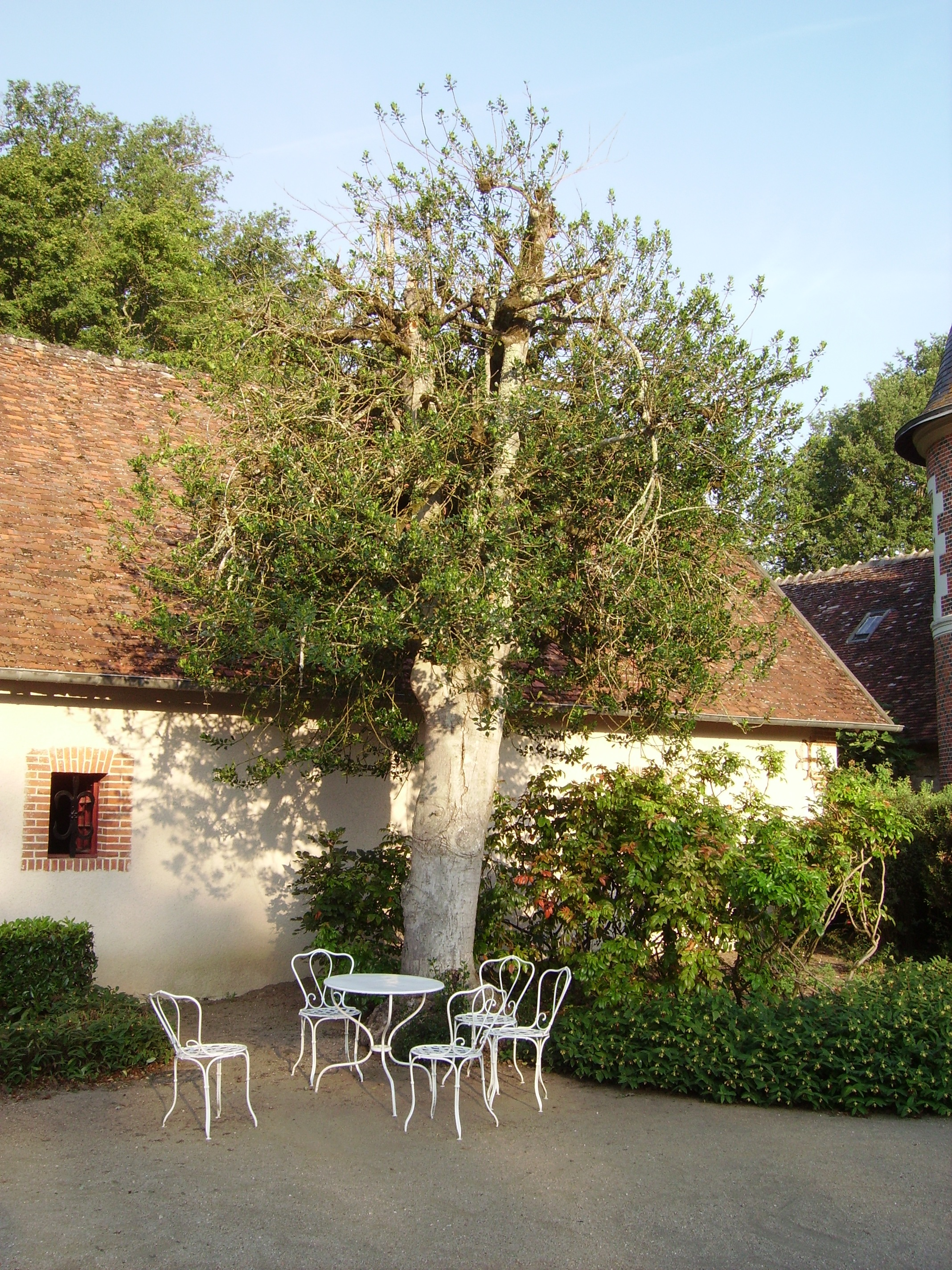
Houx de la cour d'honneur.

On trouve dans la cour d'honneur, devant la façade François Ier, un houx de plus de cinq cents ans, planté là selon la tradition solognote pour éloigner de ses piquants le mauvais sort.
Ce houx a malheureusement disparu. Il reste la souche coupée à raz de terre sur laquelle quelques branches repartent.

## Le parc

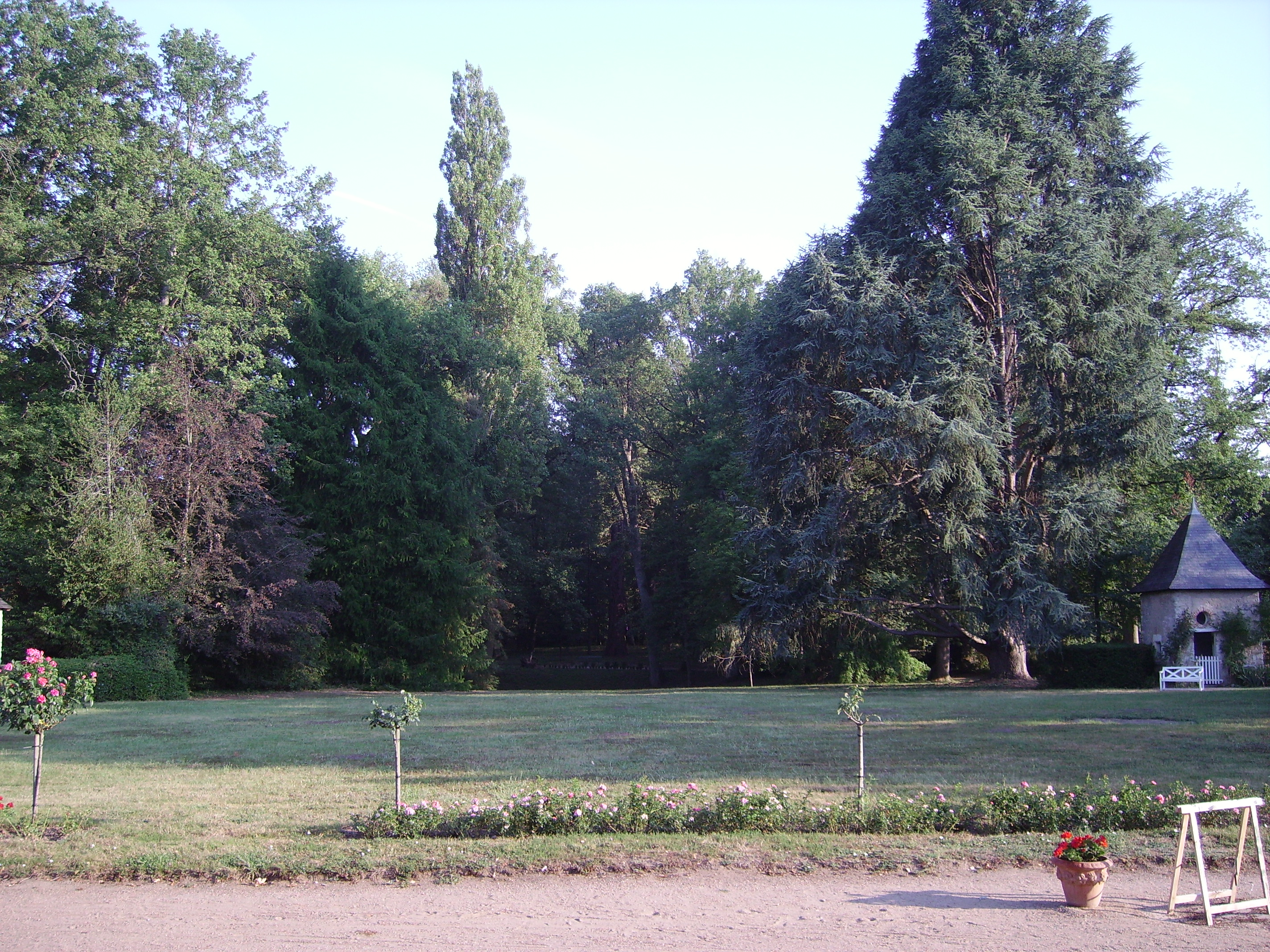
Vue générale du parc.

Ancien jardin à la française, complètement abandonné au XVIIIe siècle, le parc du château a, comme ce dernier, connu une nouvelle naissance au XIXe siècle grâce aux efforts de Louis de La Saussaye. Actuellement, seuls un fossé, vestige de l'ancien plan d'eau, et deux petits pavillons rappellent l'ancien jardin. On y trouve néanmoins des arbres multiséculaires, comme un cèdre du Liban planté au XVIIIe siècle, des séquoias d'Amérique ou encore un immense cèdre bleu.

## Le musée de Sologne et l'exposition sur les domestiques

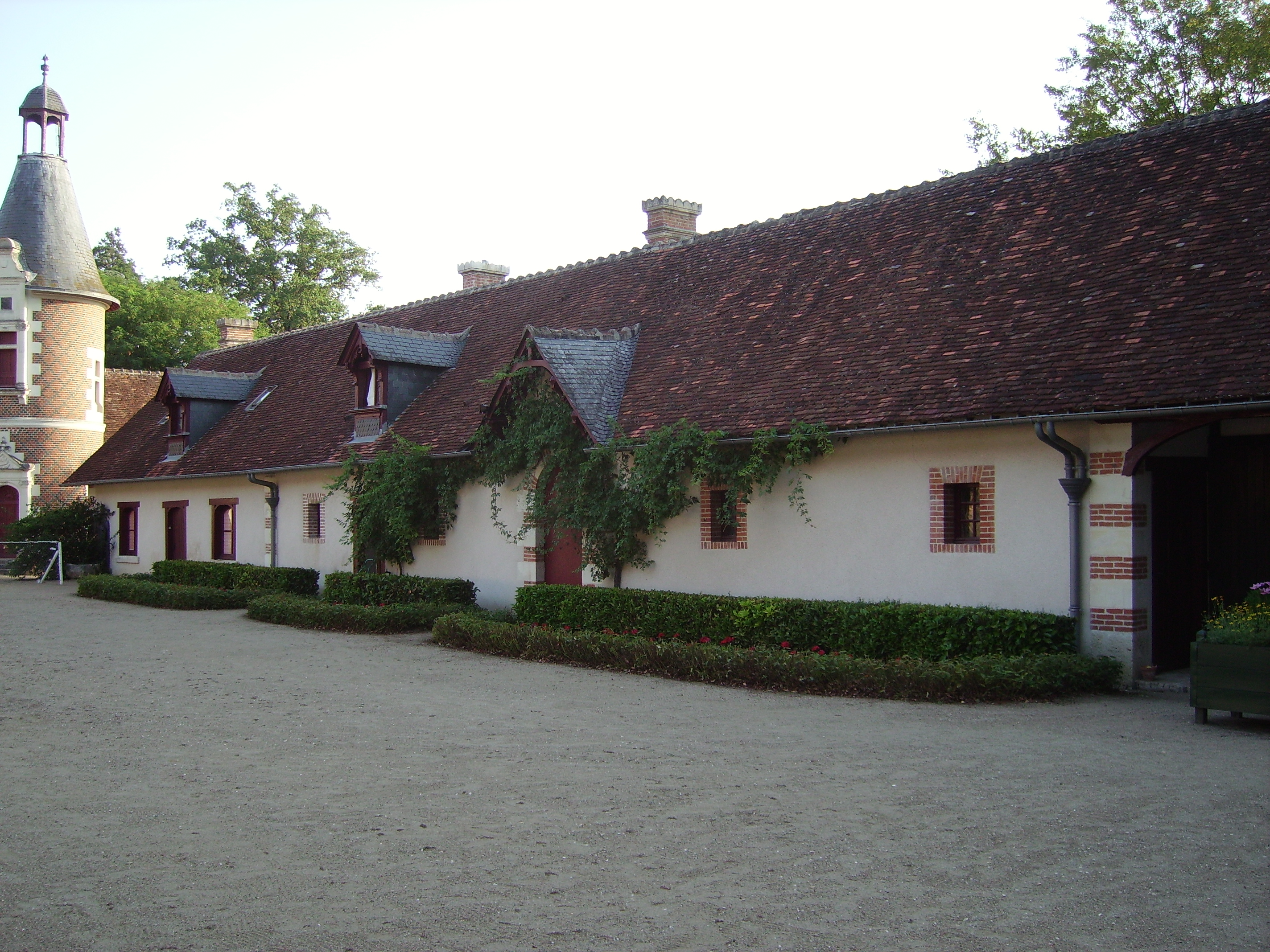
L'un des deux communs.

Troussay possède, outre l'aspect manoir Renaissance, un second centre d'intérêt : celui du domaine solognot, cultivé jusqu'au milieu du XXe siècle par une communauté vivant quasiment complètement en autarcie. Les deux communs permettaient de loger le personnel de ferme et les animaux (cochons, bovins, chevaux, ânes), ainsi que d'entreposer les réserves de nourriture et de fabriquer vin, pain… De nos jours, un musée de Sologne, riche de nombreux éléments agricoles et de vie quotidienne du XIXe siècle, et même du pas de vis du pressoir utilisé au XVIe siècle, rappelle cet aspect de la vie à Troussay.
Une exposition permanente sur la domesticité au XIXe siècle, avec documents d'époque, livrées, saynètes a également cours dans les communs.